# Boček von Jaroslavice und Zbraslav
Boček von Jaroslavice und Zbraslav (auch Boček von Obřany und Pernegg; tschechisch Boček z Jaroslavic a ze Zbraslavi; † 1255) war ein mährischer Adliger. Ab 1238 bekleidete er das Amt des Burggrafen von Znaim, ab 1252 titulierte er als Graf von Pernegg. Besondere Verdienste erwarb er sich mit der Gründung des Klosters Žďár.

## Leben
Boček von Jaroslavice und Zbraslav entstammte dem mährischen Adelsgeschlecht der Herren von Kunstadt. Er war der älteste Sohn des Olmützer Burggrafen Gerhard von Zbraslav (Gerhard ze Zbraslavi), dessen Vorfahren nicht bekannt sind. Gelegentlich wird auf Boček und seinen Vater Gerhard auch das Prädikat „von Obřany“ angewandt, das sie jedoch selbst nie benutzten. Erst Bočeks Sohn Gerhard von Zbraslav und Obřany († 1291), der östlich von Obřany die Burg Obřany errichtete, nannte sich ab 1278 so.
Erstmals urkundlich erwähnt wurde Boček 1232 als „filius Gerardi“ in einer in Znaim ausgestellten Schenkungsurkunde des Markgrafen Přemysl, die von Boček bezeugt wurde. Ein Jahr später beteiligte er sich am Kampf König Wenzels gegen die Truppen des österreichischen Herzogs Friedrich II. Vermutlich deshalb wurde er 1233 vom König zum Marschall und 1234 oder 1237 zum Unterkämmerer von Mähren sowie 1238 zum Burggrafen von Znaim ernannt. Als „Boscheco subcamerarius Brunensis et castellanus Znoymensis“ bezeugte er zusammen mit anderen mährischen Adligen 1238 ein königliches Dokument für das Kloster Oslavany.
Um 1240 vermählte sich Boček mit Euphemie, einer Tochter des Přibyslav von Křižanov, der 1238 Kastellan auf der Burg Veveří war und ein Jahr später Burggraf von Brünn wurde. 1241 beteiligte sich Boček an der Abwehr der Mongolen, die von Schlesien aus nach Mähren eindrangen. 1246 zog er mit seinem Bruder Kuna und anderen Adligen unter Führung des Kärntner Herzogssohns Ulrich nach Österreich, um die vereinbarte Hochzeit von Wenzels Sohn Vladislav mit Gertrud von Babenberg zu erzwingen. Dabei erlitten sie bei Staatz eine schwere Niederlage. Ulrich von Kärnten, Crha von Čeblovice sowie Boček und sein Bruder Kuna gerieten in österreichische Gefangenschaft.
Ab 1251 unterstützte Boček die Politik des österreichischen Herzogs und späteren böhmischen Königs Ottokar II. Přemysl. Im selben Jahr starb ohne männliche Nachkommen Bočeks Schwiegervater Přibyslav. Dadurch gelangte Boček an umfangreiche Ländereien in Mähren. Vermutlich auf Wunsch seines Schwiegervaters gründete er 1252 das Kloster Žďár. Auf der entsprechenden Bestätigungsurkunde Ottokars II. wurde er als „Graf von Pernegg“ und „Burggraf von Znaim“ bezeichnet (comes de Bernekke et burchravius de Znoym). Nachfolgend gehörte Boček zu den höchsten Adligen des Königreichs Böhmen. Im April 1254 war er in Brünn zugegen, als die dortigen Johanniter eine Schenkung erhielten, im Juli d. J. war er zusammen mit seinen Brüdern Smil und Kuna in Prag. Im Januar 1255 zogen sie sowie weitere böhmische und mährische Adlige, unter ihnen der Olmützer Bischof Bruno von Schauenburg, mit Ottokar II. Přemysl zu einem  Kreuzzug gegen die heidnischen Pruzzen ins Baltikum, um den Deutschen Ritterorden zu unterstützen. Während des Aufenthaltes soll König Ottokar II. die Stadt Königsberg gegründet haben.
Nach der Rückkehr sind nur wenige Aktivitäten Bočeks belegt. Am 17. Dezember 1255 verfasste er in Znaim sein Testament. Auf dem entsprechenden Siegel bezeichnet er sich mit dem Prädikat „von Zbraslav“. Das Testament wurde am 1. Januar 1256 in Anwesenheit seiner Brüder Smil und Kuna in Brünn von König Ottokar II. Přemysl bestätigt. Darin wies Boček dem von ihm gegründeten Kloster Žďár weitere Ländereien zu, u. a. auch die Hälfte des nordmährischen Dorfes Piltsch. Seine Nachkommen erhielten u. a. Jaroslavice und Obřany.
Boček starb Ende Dezember 1255 im Alter von etwa 45 Jahren. Sein Leichnam wurde in der Klosterkirche von Žďár beigesetzt. Der vor allem bei den Herren von Podiebrad häufig verwendete Vorname „Boček“ geht auf ihn zurück. Sein Titel als Graf von Pernegg war vermutlich nur auf seine Lebenszeit beschränkt. Die Grafschaft Pernegg wurde anschließend mit der Grafschaft Hardegg zusammengelegt. Mit Bočeks Enkel Smil von Obřany erlosch 1312 Bočeks Familienstamm.

## Familie
Boček war mit Euphemie, einer Tochter des Přibyslav von Křižanov verheiratet. Der Ehe entstammten die Kinder
1. Smil († 1267), war mit einer Tochter des Jan von Polná verlobt
2. Gerhard von Zbraslav und Obřany († 1291), errichtete vermutlich die Burg Obřany, nach der er ab 1278 das Prädikat „von Obřany“ (z Obřan) benutzte; 1285 Unterkämmerer von Mähren; verheiratet mit Jutta/Jitka von Feldsberg
3. Agnes/Anežka († 1296); verheiratet 1. mit Hrut, 2. mit Vítek/Veit von Schwabenitz auf Ùpa